# Flavoparmelia euplecta
Flavoparmelia euplecta är en lavart som först beskrevs av Stirt., och fick sitt nu gällande namn av Hale. Flavoparmelia euplecta ingår i släktet Flavoparmelia och familjen Parmeliaceae.   Inga underarter finns listade i Catalogue of Life.